# Tom Brady
Thomas Edward Patrick Brady mlajši, ameriški podajalec ameriškega nogometa pri moštvu Tampa Bay Buccaneers v Nacionalni ameriško-nogometni ligi (NFL). Prvih 20 sezon je preživel v organizaciji New England Patriots, s katero je med letoma 2001 in 2019 pomembno prispeval k dinastiji franšize. Brady velja za najboljšega podajalca vseh časov.